# Hua Mulan
Hua Mulan (en chino: 花木蘭) es la protagonista de una muy conocida leyenda china. La historia cuenta sobre una joven que, disfrazada de guerrero, se une al ejército para reemplazar y salvar a su padre de ir a pelear una guerra contra los invasores nómadas. La obra se compuso en el siglo VI, durante la mayor parte del cual gobernó China la dinastía Tang. La colección de cantos a la que pertenecía originalmente se ha perdido, pero se conserva una versión posterior, incluida en una antología de poemas líricos y baladas compilada por Guo Maoqian en el siglo XI. Se desconoce si la balada tiene o no base histórica. Hua Mulan aparece en el Wu Shuang Pu de Jin Guliang (無雙 譜, Tabla de los héroes inigualables). 
Un cráter en Venus lleva su nombre.

## Leyenda
En la historia, Mulan se disfraza de hombre para sustituir a su padre en el ejército. Tras cumplir su servicio en el ejército, el Emperador le ofrece los más altos honores. Sin embargo, Mulan no desea seguir en el ejército, y pide solo un caballo para volver al hogar paterno. Cuando sus antiguos compañeros del ejército acuden a visitarla, quedan impactados al verla vestida como mujer, pues nunca sospecharon su verdadera identidad. El poema termina con la imagen de una liebre hembra (Mulan) y una liebre macho (sus compañeros) corriendo juntos, y el narrador preguntando si alguien sería capaz de distinguirlos. 
El período en el que transcurre la historia es incierto. Los primeros testimonios de la leyenda afirman que vivió durante la dinastía Wei del Norte (北魏 Běi Wèi, 386-534). Sin embargo, otra versión sostiene que Mulan fue solicitada como concubina por el Emperador Sui Yangdi (quien reinó entre 604 y 617). Algunas evidencias del poema apuntan a la primera interpretación. Al Emperador ("Hijo del Cielo") se le llama también como "hi Khan" (hijo del viento), título utilizado por los gobernantes descendientes de la nación  Xianbei, en la antigua China. Los gobernantes de la dinastía Wei del Norte eran de etnia Xianbei. Por otra parte, la referencia al "Khan" podría reflejar la fecha de composición del poema, y no la época en que suceden los hechos.

## Adaptaciones
The Heroine Mulan Goes to War in Her Father's Place (1593): A finales de la dinastía Ming (1368–1644) el dramaturgo Xu Wei (muerto en 1593) publicó una novela basada en la balada tradicional.
Hua Mulan Joins the Army (1927): Versión muda dirigida por Hou Yao. Está considerada como una película perdida.
Mulan Joins the Army (1928): Versión muda producida por Tianyi Film Company.
Mulan se une al ejército (1939): Las primeras versiones de la leyenda en cine realizadas en China datan de 1927 y 1928 y Mulan se une al ejército, estrenada en 1939 en plena guerra sino-japonesa, fue especialmente exitosa.
Saga of Mulan (1995): Versión de la ópera de Pekín que fue convertida en película, dirigida por Xiao Lang y Qiu Lili.
Mulan (1998): En 1998, la productora estadounidense Disney estrenó una película animada titulada Mulan, libremente inspirada en la leyenda. En 2005–2006, la película dio origen a uno de los niveles del videojuego Kingdom Hearts II.
Mulan 2 (2004): También Disney realizó en 2004 una segunda parte de Mulan directamente para vídeo doméstico.
Hua Mulan (2009): En diciembre de 2009 se estrenó la superproducción china Hua Mulan del director Jingle Ma, basada en la leyenda de la heroína china. La película fue presentada en el festival de Cannes y está protagonizada por Zhao Wei en el papel de Mulan. Además cuenta con la participación, tanto en la actuación como en la banda sonora, del cantante Vitas.
Once Upon a Time: El personaje ha aparecido en la serie en un papel recurrente, interpretada por la actriz Jamie Chung.
Mulan (2020): Disney rodó la versión en imagen real de su película, dirigida por la directora Niki Caro y después de una intensa búsqueda el estudio anunció para el papel protagonista a Liu Yifei, quien en alguna ocasión también ha sido acreditada por el nombre de Crystal Liu, dando vida a la heroína asiática. El estreno estaba programado para el 27 de marzo de 2020, pero tuvo que ser pospuesto debido a la pandemia por coronavirus COVID-19. 
Matchless Mulan (2020): Película dirigida por Chen Cheng y estrenada casi paralelamente con Mulan de Walt Disney Pictures, situada diez años después que Mulán fue a la guerra. Fue estrenada directamente en YouTube. 
Unparalleled Mulan (2020): Producción china de acción real dirigida por Lin Yi, que fue estrenada directamente en Youku. Ambientada años después de la guerra, con Mulán ya convertida en General. 
Mulan Legend (2020): También conocida como Mulán: Deser Rescue. Dirigida por He Jia Nan, cuenta la heroica historia de Mulán liderando el equipo de rescate para salvar a la Princesa de Rouran.

## Poema
木兰词

唧唧复唧唧，木兰当户织，不闻机杼声，惟闻女叹息。
	
问女何所思，问女何所忆，女亦无所思，女亦无所忆。
	
昨夜见军帖，可汗大点兵。军书十二卷，卷卷有爷名。

阿爷无大儿，木兰无长兄，愿为市鞍马，从此替爷征。
	
东市买骏马，西市买鞍貉，南市买辔头，北市买长鞭。
	
旦辞爷娘去，暮至黄河边。不闻爷娘唤女声，但闻黄河流水鸣溅溅。
	
但辞黄河去，暮宿黑山头。不闻爷娘唤女声，但闻燕山胡骑鸣啾啾。
	
万里赴戎机，关山度若飞。朔气传金析，寒光照铁衣。
	
将军百战死，壮士十年归。归来见天子，天子坐明堂。
	
策勋十二转，赏赐百千强。可汗问所欲，木兰不用尚书郎。
	
愿驰千里足，送儿还故乡。爷娘闻女来，出郭相扶将。
	
阿姊闻妹来，当户理红妆。小弟闻姊来，磨刀霍霍向猪羊。
	
开我东阁门，坐我西阁床。脱我战时袍，着我旧时裳。
	
当窗理云鬓，对镜贴花黄。出门看伙伴，伙伴皆惊惶。
	
同行十二年，不知木兰是女郎！ 雄兔脚扑朔，雌兔眼迷离。
	
双兔傍地走，安能辨我是雄雌。
Balada de Mulan

“Hi, hi” y, de nuevo, “hi, hi”.

Es Mulan, que teje ante la puerta.

No se escucha el sonido de la lanzadera del telar,

solo se escuchan los suspiros de una hija al respirar.

Le preguntan, hija, qué tienes en tu pensamiento.

Le preguntan, hija, qué tienes en tu memoria.

“Nada tengo en mi pensamiento.

Nada tengo en mi memoria.

Ayer noche vi la llamada a filas.

El Khan convoca a una leva general.

Había doce volúmenes con listado militar:

todos incluyen el nombre de padre.

Mi querido padre no tiene un hijo mayor de edad.

Mulan no tiene un hermano mayor.

Desearía comprar un caballo y una montura,

para partir desde ya a la campaña militar en lugar de padre.”

En el mercado del este compra un brioso corcel.

En el mercado del oeste compra montura y manta.

En el mercado del sur compra bridas.

En el mercado del norte compra una larga fusta.

Al alba se despide de sus padres y marcha.

Al atardecer acampa a la orilla del Río Amarillo.

No oye la voz de sus padres llamando a su hija.

Solo oye la corriente del Río Amarillo murmurar “jián, jián”.

Al alba deja el Río Amarillo y marcha.

Al atardecer llega a la cima del Monte Negro.

No oye la voz de sus padres llamando a su hija.

Solo oye el relincho de los caballos hunos en la Montaña Yan: “jiu, jiu”.

Miles de millas avanza al encuentro bélico.

Atraviesa los puertos de montaña como si volara.

El aire del norte transmite el sonido de la claqueta metálica del vigía.

La fría luz se refleja en las armaduras de hierro.

Los oficiales del ejército sucumben en cien batallas.

Los valientes guerreros regresan a los diez años.

A su regreso, Mulan va a visitar al Hijo del Cielo.

El Hijo del Cielo se sienta en el Luminoso Salón.

El informe le da doce ascensos por méritos.

Se le conceden y otorgan regalos que superan los cien mil.

El Khan le pregunta qué desea.

“Mulan no necesita el puesto de ministro.

Solo desea tomar un brioso camello, capaz de recorrer miles de millas,

que transporte a un hijo para volver a su viejo hogar.”

Cuando sus padres oyen que su hija llega,

salen afuera de la muralla, apoyándose el uno en la otra.

Cuando su hermana mayor oye que su hermana llega,

tras la puerta se viste y se maquilla con colorete.

Cuando el hermano pequeño oye que su hermana mayor llega,

afila el cuchillo, rápido, rápido, para sacrificar un cerdo y una oveja.

“Yo abro la puerta del lado este de mi cuarto,

yo me siento en la cama del lado oeste de mi cuarto.

Me quito el uniforme del tiempo de guerra,

me pongo el vestido de los viejos tiempos,

ante la ventana me peino las nubes del pelo,

frente al espejo me aplico polvos de flor amarilla.”

Al salir a la puerta, a ver a sus compañeros de armas,

todos sus compañeros de armas se pasman y se asustan.

¡Han viajado juntos durante doce años

y no sabían que Mulan es una muchacha!

“La liebre macho agita sus pies.

La liebre hembra tiene ojos borrosos.

Cuando dos liebres corren pegadas a la tierra,

¿cómo puedes distinguir si yo soy macho o hembra?”